# Sistema nervioso somático

Sistema nervioso.

El sistema nervioso somático abarca todas las estructuras del sistema nervioso periférico encargadas de conducir información sensitiva y de llevar información del control motor a los músculos esqueléticos.
El sistema nervioso somático (SNS) está formado por neuronas sensitivas y por neuronas motoras a las estructuras formadas por las somitas y mesodermo somático durante el desarrollo embrionario, particularmente a los músculos esqueléticos.

## Composición
El sistema nervioso somático está compuesto por treinta y un nervios que emergen de la médula espinal y siete de los nervios craneales.
De los siete de nervios craneales, estos son los que tienen componentes somáticos:
- 1. El Nervio Oculomotor (o motor ocular común) que activa los músculos extrínsicos del ojo.
- 2. El Nervio Patético Troclear mueve el músculo oblicuo mayor del ojo.
- 3. El Nervio Trigémino mueve el maxilar inferior y otros músculos masticatorios.
- 4. El Nervio Abducens externo que mueve el músculo recto del ojo.
- 5. El Nervio Facial mueve los músculos de la cara.
- 6. El Nervio Accesorio espinal mueve los músculos dorsales y del cuello.
- 7. El Nervio Hipogloso se encarga de los movimientos de la lengua.